# Matanza (Colombia)
Matanza è un comune della Colombia facente parte del dipartimento di Santander.
L'abitato venne fondato da Cristobal de la Torre Lago y Eslava nel 1749.